# Огуз-наме
«Огуз-наме» («Сказання про Огуза») — епічні пам'ятки про легендарний родовід тюрків-огузів і їх міфічного прабатька Огуз-кагана (Огуз-хана). Збереглися рукописи окремих творів, написаних в середні віки. Крім цього збереглися фрагменти в середньовічних історичних творах, зокрема в фундаментальному і класичному історичному творі державного діяча та історика Держави Хулагуїдів XIII—XIV ст. Фазлуллаха Рашид ад-Діна «Джамі ат-Таваріх» («Збірник літописів»), а також карлуцько-уйгурська версія XIII—XIV ст. Рукопис XV століття цієї версії зберігається в Парижі. У XVII столітті мусульманську версію епосу під назвою «Родовід туркмен» створив хівинський хан Абулгазі. Слід зазначити, що кожне з 12 сказань іншого тюркського епічного пам'ятника «Книга мого діда Коркута» також названо словом «Огуз-наме».